# Столпер, Эдвард
Эдвард Столпер (Edward M. Stolper; род. 16 декабря 1952) — американский учёный, петролог. Член НАН США (1994) и иностранный член Лондонского королевского общества (2011), доктор философии (1979), профессор Калтеха, где трудится с 1979 года, в 2007—2017 гг. его провост (первый проректор).

## Биография
Окончил Гарвард-колледж (бакалавр геологических наук summa cum laude, 1974), в 1973 году принимался в Phi Beta Kappa. В 1976 году в Эдинбургском университете получил степень магистра геологии (в 1974-76 гг. стипендиат Маршалла), а в 1979 году в Гарварде — степень доктора философии по геологическим наукам. В Калтехе с 1979 года ассистент-, с 1982 года ассоциированный, с 1983 года профессор геологии, именной (William E. Leonhard Professor) с 1990 года; в 1994—2004 гг. председатель дивизиона геологических и планетарных наук; в 2007—2017 гг. провост Калтеха.
Фелло Метеоритного общества (1984), Американского геофизического союза (1986), Американской академии искусств и наук (1991), Минералогического общества Америки (1992), Геологического общества Америки (2005). Иностранный член Европейской академии (2010).
Женат с 1973 года.

## Награды и отличия
- Nininger Meteorite Award[англ.] (1976-77)
- Newcomb Cleveland Prize[англ.] (1984)
- F.W. Clarke Medal[англ.] (1985)
- James B. Macelwane Medal[англ.] (1986)
- Miller Research Professor[англ.] (1990)
- Arthur Holmes Medal[нем.], Европейский союз наук о Земле (1997)
- Honorary Alumnus, Калтех (2004)
- Медаль Артура Л. Дэя Геологического общества Америки (2004)
- Премия В. М. Гольдшмидта, высшее отличие Геохимического общества (2012)
- Медаль Рёблинга, высшее отличие Минералогического общества Америки (2017)[4]
- Медаль Волластона, высшее отличие Геологического общества Лондона (2019)[5]

Почётный доктор Бристольского (2018) и Эдинбургского университетов (2008), а также Еврейского университета в Иерусалиме (2012).
В его честь названы минерал stolperite и астероид 7551 Edstolper.